# Elpis (żona Heroda Wielkiego)
Elpis (I wiek p.n.e.) - żona Heroda Wielkiego.
Jej pochodzenie nie jest znane. Istnieje przypuszczenie, że Herod Wielki przywiózł Elpis oraz dwie inne żony: Pallas i Fedrę z podróży do Rzymu i Grecji, którą odbył w 17/16 p.n.e.
Z małżeństwa Elpis i Heroda Wielkiego pochodziła córka Salome II, urodzona około 15 p.n.e.